# ديفيد باترسون (لاعب كرة قدم أمريكية)
ديفيد باترسون (بالإنجليزية: David Patterson)‏ هو لاعب كرة قدم أمريكية أمريكي، ولد في 11 فبراير 1985 في كليفلاند في الولايات المتحدة.